# Daisuke Takahashi
Daisuke Takahashi, född 16 mars 1986 i Kurashiki, Japan, är en japansk konståkare.

## Tävlingsmässiga höjdpunkter
| Tävling\placering                | 2004–2005 | 2005–2006 | 2006–2007 | 2007–2008 | 2009-2010 |
| -------------------------------- | --------- | --------- | --------- | --------- | --------- |
| Olympiska vinterspelen           |           | 8         |           |           | 3         |
| Världsmästerskapen i konståkning | 15        |           | 2         | 4         | 1         |
| Universiaden                     | 1         |           | 1         |           |           |

## Fotnoter
1. ↑  läst: 27 april 2022.[källa från Wikidata]